# Jakimawiczy (obwód mohylewski)
Jakimawiczy (biał. Якімавічы; ros. Якимовичи, Jakimowiczi) – wieś na Białorusi, w obwodzie mohylewskim, w rejonie klimowicki, nad Ipucią, w sielsowiecie Miłasławiczy. W 2019 roku liczyła 4 mieszkańców.